# قورباغه درختی بیابانی
قورباغه درختی بیابانی (نام علمی: Litoria rubella) نام یک گونه از سرده قورباغه درختی استرالیایی است.